# Glyptopetalum calocarpum
Glyptopetalum calocarpum är en benvedsväxtart som först beskrevs av Kurz, och fick sitt nu gällande namn av David Prain. Glyptopetalum calocarpum ingår i släktet Glyptopetalum och familjen Celastraceae. Inga underarter finns listade.